# Alejandro Fernández Whipple
Alejandro Eduardo Fernández Whipple (Santo Domingo, 11 de noviembre de 1972), más conocido como Argentarium, es un analista financiero, escritor, asesor, catedrático, anfitrión de radio y televisión, político y activista por los derechos de los usuarios financieros de la República Dominicana. Es asesor financiero con su firma de asesores "Argentarium" y actualmente es el Superintendente de Bancos de la República Dominicana.

## Biografía
Es hijo de Eduardo Fernández Pichardo, exgobernador del Banco Central de la República Dominicana y exembajador de la República Dominicana en Canadá y de Emma Caroline Whipple Llenas. Tiene ocho hermanos.
Sus estudios primarios los realizó en el Colegio Loyola de Santo Domingo y se graduó de Bachiller en 1990. Realizó estudios universitarios en la Escuela Welch de la Universidad de Georgetown donde obtuvo un título en Relaciones Internacionales en 1994. Obtuvo la prestigiosa Beca Chevening en 1995, cursó una Maestría en Negocios y Finanzas Internacionales en la Escuela Fletcher de la Universidad de Tufts en el año 2000. Posteriormente realizó entrenamientos en la Escuela de Negocios de Harvard, en el Citibank y en Standard & Poor's.
Durante más de quince años fue profesor de "Análisis de Estados Financieros, Banca y Finanzas Corporativas" en la Pontificia Universidad Católica Madre y Maestra y en la Universidad Iberoamericana (UNIBE) de República Dominicana. 
A través de su programa de radio "Argentarium Radio", el segmento "Del Bolsillo" transmitido en el noticiario estelar del canal Telesistema junto a Roberto Cavada donde también era Editor Financiero y la columna "Argentarium" que se publicaba en el Diario Libre desde 2005 hasta julio de 2020, transmitía consejos y asesoría financiera gratuita en un formato "digerible" y orientada hacia todo público, se hizo muy popular también en el programa Chévere Nights de Milagros Germán donde fue apodado como el "Econodivo".
Trabajó como Secretario del Central de Valores Dominicana, S.A (CEVALDOM) desde el 2006, fue miembro del Consejo de Directores de la Universidad APEC, de las comisiones de economía del Consejo Nacional de la Empresa Privada (CONEP) y de la Cámara Americana de Comercio en República Dominicana (AMCHAM-DR). También trabajó como miembro del consejo directivo de varias empresas privadas de la República Dominicana y como asesor de más de una docena y fue Presidente de la Fundación Dominicana de Desarrollo (FDD).
En el sector bancario privado de la República Dominicana se desempeñó como Vicepresidente de la filial de Citibank (1997-2003) y del Banco Popular Dominicano (1994-1996 y 2004), en ambos casos trabajó en las áreas de Gestión de Riesgo y Banca Corporativa. En el año 2004 fue Gerente de la Superintendencia de Bancos de la República Dominicana donde antes había servido como asesor del Superintendente en el proceso de resolución del rescate del Banco Intercontinental.
El 13 de julio del 2020, el presidente Luis Abinader anunció que Alejandro sería el Superintendente de Bancos de la República Dominicana. Esto se hizo efecto el 16 de agosto del 2020.